# Veneția de Sus
Veneția de Sus – wieś w Rumunii, w okręgu Braszów, w gminie Părău. W 2011 roku liczyła 381 mieszkańców.